# Tachina lurida
Tachina lurida is een vliegensoort uit de familie van de sluipvliegen (Tachinidae). De wetenschappelijke naam van de soort is voor het eerst geldig gepubliceerd in 1781 door Johann Christian Fabricius.